# Râul Ardeleni
Râul Ardeleni sau Valea Ardelenilor este un afluent al râului Apa Mare. 

## Hărți
- Harta județului Timiș
- Harta interactivă a județului Arad